# آرثر روبرت ديكي
آرثر روبرت ديكي هو سياسي كندي، ولد في 18 أغسطس 1854 في أمهرست في كندا، وتوفي بنفس المكان في 3 يوليو 1900 بسبب غرق. نشط حزبياً في حزب كندا المحافظ. وقد انتخب عضو مجلس العموم الكندي.